# Tubeway Army (álbum)
Tubeway Army é o álbum de estréia auto-intitulado do Tubeway Army, grupo de música eletrônica liderado pelo vocalista Gary Numan. Sua primeira edição limitada de 5.000 cópias é conhecida oficialmente como o 'Blue Album', devido ao vinil e capa desta cor. Quando reeditado em meados de 1979, após o sucesso do álbum seguinte, Replicas (1979), um retrato estilizado de Numan foi utilizado na capa, sendo esta sua capa oficial em todos as edições posteriores.

## Faixas
CD 1
1. "Listen to the Sirens" -  3:06
2. "My Shadow in Vain" -  2:59
3. "The Life Machine" -  2:45
4. "Friends" -  2:30
5. "Something's in the House" -  4:14
6. "Every Day I Die" -  2:24
7. "Steel and You" -  4:44
8. "My Love Is a Liquid" -  3:33
9. "Are You Real?" -  3:25
10. "The Dream Police" -  3:38
11. "Jo the Waiter" -  2:41
12. "Zero Bars (Mr Smith)" -  3:12

CD bônus
1. "Positive Thinking" (ao vivo) -  2:56
2. "Boys" (ao vivo) -  2:13
3. "Blue Eyes" (ao vivo) -  2:03
4. "You Don't Know Me" (ao vivo) -  2:28
5. "My Shadow in Vain" (ao vivo) -  4:13
6. "Me My Head" (ao vivo) -  4:10
7. "That's Too Bad" (ao vivo) -  3:26
8. "Basic J" (ao vivo) -  3:03
9. "Do Your Best" (ao vivo) -  2:40
10. "Oh! Didn't I Say" (ao vivo) -  2:31
11. "I'm a Poseur" (ao vivo) -  2:30
12. "White Light/White Heat]]" (ao vivo) -  2:49
13. "Kill St. Joy" (ao vivo) -  3:46

## Créditos
- Gary Numan – teclado, guitarra, vocal, produção.
- Paul Gardiner – baixo, backing vocal.
- Jess Lidyard – bateria.
- Mike Kemp – engenharia de som, mixagem.
- John Dent – remasterização digital.